# (12456) Genichiaraki
(12456) Genichiaraki est un astéroïde de la ceinture principale.

## Description
(12456) Genichiaraki est un astéroïde de la ceinture principale. Il fut découvert le 2 janvier 1997 à Chichibu par Naoto Satō. Il présente une orbite caractérisée par un demi-grand axe de 2,47 UA, une excentricité de 0,08 et une inclinaison de 2,5° par rapport à l'écliptique.

## Compléments